# فريد البابلي
فريد البابلي (ولد 1937 بمحافظة بغداد - توفي 19 مارس 2017 بالقاهرة) هو موسيقار وملحن عراقي، وهو عازف على آلة العود ومطور مهم عليها. توفي في منزله بالقاهرة يوم الأحد 19 مارس 2017 بعد صراع مع المرض وتم نقله مع أسرته إلى مرقده الأخير بلندن.

## حياته
اكمل دراسته الإعدادية ودخل الإذاعة العراقية بصفة ملحن عام 1958 وقدم العديد من الاحان الغنائية
لمعظم مطربي الإذاعة العراقية وفي عام 1960 التحق بمعهد الفنون الجميلة قسم الكمان الشرقي في بغداد وحصل علي بعثة دراسية في مجال الموسيقي الي رومانيا لمدة ثلاث سنوات لدراسة آلة الكمان
و في الفترة من عام 1971 الي عام 1973 تم تعيينه مشرفا في لجنة فحص الالحان في دائرة البرامج الموجهة والمحلية بإذاعة بغداد كما قدم العديد من الألحان الكردية والسيريانية والتركمانية أداها
مطربون ناطقون بهذه اللغات.
- 1973 ساهم في عده نشاطات موسيقية علي العود علي قاعة الشعب وحصل علي درجة الامتياز الأول في مجال الموسيقي والتلحين والعزف علي آلة العود
- 1974 غادر بغداد متجهاً إلي لندن وواصل نشاطاته الفنية في مجال العزف والتلحين فوضع الحاناً غربية أداها مطربون إنجليز
- 1975 منح عضوية جمعية الموسيقيين البريطانيين (BASCA) للملحنين والمؤلفين والموسيقيين
- 1997 حصل علي شهادة دبلوم الموسيقي الشرقية

## من أهم ابتكاراته
- 1956 أضاف الوتر السادس بدرجة (فا) والذي أعطي ابعاداً جديدة للعود في الجواب
- 1982 أضاف الوتر السادس الذي أعطي للعود بعداً إضافياً في القرار
- 1990 قام بتصميم وابتكار العود الكهربائي وسماه (العود الجيتار) وقد أشادت به الصحافة العربية

وضع البابلى طريقة وأسلوب خاص به بالعـزف علي العود يعتمد على (تجزئة المقام) الموسيقى الواحد إلي ثلاث مراحل :
- الأولى : هي الافتتاحية ويستعيرها من مقدمة موسيقية لعمـل مشهـــور سبق تقديمه بهذا المقام .
- الثـانيـة : وهي تتبع العـزف التقليدى
- و الثالثة : يستعين فيها بـأغنية مشهورة ذات إيقاع سريع ليختم بها العمل

وبهذا يجعل القطعة الموسيقية وحــدة فنية متكاملة وهـذا الأسلوب لم يتطرق له أحد من قبل، مما جعله رائداًُ في مجال تطـوير العود والعـــــزف
عليه ،الفنـان البـابلى قـام بإضـافة التحسينات الصــوتية للعــود كما حدث للآلات الغربية
يقول الفنان البابلي:
« إنني أعــزف لذاتي من خلال واقـع النـاس وأحاسيسـهم لتحقـيق التواصــل معهم والانتماء اليهم »»